# Slumber Party Slaughter

Slumber Party Slaughter (Masacre en Fiesta de Pijamas) es una película de horror americana del género slasher. La película tuvo la primera proyección de Sneak Peak el 4 de abril de 2012 y fue escrita, dirigida y producida por Rebekah Chaney, Seraphim Films, Incorporated. La película final, incluye una secuencia de muertes y su nueva versión se estrenará en octubre de 2018.

## Lanzamiento
La película fue lanzada el 4 de abril de  2012 en el Festival de cine de Fénix y el 14 de abril de 2012 en el Festival de Cine Internacional de Boston.

## Trama
En una salida secreta a un club de estriptis, Tom Kingsford (Tom Sizemore) no se da cuenta de que su vida está a punto de dar un giro dramático. Randy (JC González) y sus amigos también estaban en el club nocturno para beber y disfrutar del espectáculo de las chicas. William O'Toole (Ryan O'Neal), propietario del club y magnate de bienes raíces, es un sádico voyeur cuyo deseo de miedo y tortura se pone a prueba cuando los sucios actos de la noche regresan para perseguirlo. Tom contrata a algunas bailarinas sexys:
Casey Reitz (Rebekah Chaney), Victoria Spencer (Stephanie Romanov), Nicole y Nadia, de Lingerie Lounge, para acompañarlo por la noche; mientras que, sin que ellos lo sepan, el grupo es seguido secretamente por el patrón del club, quien es un psicótico, conocido solo como Dave (Robert Carradine). Las cosas se oscurecen rápidamente cuando, lo que parece ser un atajo inocente a través de un cementerio embrujado es en realidad una escalofriante escena en donde el grupo queda en medio de  un crimen. El pánico y el miedo aumentan y la tragedia le sucede a Tom cuando es asesinado accidentalmente en el cementerio sobrenatural. Las chicas hacen un pacto de silencio: están de acuerdo en comenzar una nueva vida.
Un año más tarde, en el aniversario de la muerte de Tom, una de las estríperes es encontrada decapitada, lo que lleva a los demás a reunirse en una fiesta de pijamas y esperar su peor temor; una cadena de venganzas en conmemoración de aquel fatídico día. La inocencia y las partes del cuerpo se pierden a medida que la muerte toma su penitencia y comienza la matanza. Randy (JC González) y todos los demás participantes dentro del club nocturno comenzaron a morir uno por uno.

## Reparto y personajes

### Reparto principal
| Actor              | Personaje        |
| ------------------ | ---------------- |
| Tom Sizemore       | Tom Kingsford    |
| Ryan O'Neal        | William O'Toole  |
| Robert Carradine   | Dave             |
| Tyler Jacob Moore  | Zach             |
| Stephanie Romanov  | Victoria Spencer |
| Rebekah Chaney     | Casey Reitz      |
| JC Gonzalez        | Randy            |
| Elyse Levesque     | Nadia            |
| Caroline Macey     | Nicole Stevens   |
| Jarrod Ramo        | Leonard          |
| Michael Bowen      | Mod Hombre       |
| Casey Brown        | Bobby Reitz      |
| Marissa Skell      | Felicia          |
| Scott Reitz        | Agente Reynolds  |
| Robert Allen Mukes | Jardinero        |
| Max Kleven         | Sheriff Bowden   |
| Jocelyn Saenz      | La mujer de Tom  |

### Coestrellas
| Actor                 | Personaje                         |
| --------------------- | --------------------------------- |
| Bryan Au              | negociante japonés                |
| Leyon Azubuike        | El amigo de Tyrese                |
| Angelica Ranay Chaney | Chica en la fiesta de la piscina  |
| Robert Paul Chaney    | hombre en la fiesta en la piscina |
| Sheena Lionesa        | Crystal                           |
| Shawn Cook Contreras  | Patrón del club                   |
| Patrick Cox           | Bravucón #1                       |
| Christopher Cross     | Hombre lobo                       |
| Stan Eckels           | Partido goer #1                   |
| Pericles Evangelista  | Paramédico                        |
| Ryan Gangl            | Ryan                              |
| Sanford Hampton       | Mezclador #2                      |
| Norma Herrera Voelkel | Selma                             |
| Marketta Janska       | Anastasia                         |
| Jessica Landon        | Chica ciega en la fiesta          |
| Matthew Lents         | Detective #2                      |
| Tyler Lepley          | Tyrese                            |
| Christina Ijin Enlace | Club patron                       |
| Charlie Mattera       | Charlie                           |
| Jeff Monteith         | Él                                |
| Matthew Mullins       | Detective #1                      |
| Denis O soyahoney     | Vaquero                           |
| Scotty Reiz           | Agente Reynolds                   |
| Phillip Roetter       | Hombre de negocios en el club     |
| Chas Scherer          | Partido goer #2                   |
| Martin Taylor         | Diputado Shawn                    |
| Kaleti Williams       | Bravucón #2                       |
| Adam Zelkind          | Mezcladorr #1                     |

## Premios y nominaciones
| Año  | Premio                                     | Categoría                            | Resultado      | Recibido | Ref.  |
| ---- | ------------------------------------------ | ------------------------------------ | -------------- | -------- | ----- |
| 2012 | Action On Film International Film Festival | Action on Film Award: Mejor Director | Rebekah Chaney | Ganador  | [ 2 ] |
| 2012 | Boston International Film Festival         | Action on Film Award: Mejor Película | Rebekah Chaney | Ganador  | [ 3 ] |

## Otros Medios de comunicación
- El lema de Slumber Party Slaughter es: Las cabezas van a rodar.

## Otras Notas
- Slumber Party Slaughter se proyectó por primera vez en el Festival de Cine de Phoexix el 4 de abril de 2012.

- La película también se proyectó en el Festival Internacional de Cine de Boston el 14 de abril de 2012.

- El director, escritor, productor y actriz Rebekah Chaney es acreditado como Rebekah Chaney en esta película..

- El actor Casey Thomas Brown está acreditado como Casey Brown en esta película

- Este es el primer trabajo cinematográfico de Rebekah Chaney como directora y guionista.

- La actriz Stephanie Romanov es conocida por interpretar a la malvada abogada Lilah Morgan en los episodios de la serie de televisión WB Network, Angel..

- El actor Robert Allen Mukes también es conocido por interpretar a Rufus Firefly, Jr. en House of 1000 Corpses en 2003.